# Codrington (Antigua y Barbuda)
Codrington es una localidad de la isla de Barbuda, parte del país de Antigua y Barbuda. Se ubica a una altitud de 6 m sobre el nivel del mar. La principal puerta de entrada a la ciudad y a la isla es el Barbuda Codrington Airport.
Según el censo de 1904, la población de Codrington se estimaba en 700 habitantes aproximadamente. Para el censo de 1991, la población se registró en 1252 habitantes. La localidad -así como el resto de la isla- fue evacuada completamente en septiembre de 2017 debido a los catastróficos daños causados por el huracán Irma.

## Historia
La localidad de Codrington fue fundada en 1685 por Christopher Codrington y su hermano John, con el objetivo de que se convierta en el principal centro residencial de la isla. Desde allí dispusieron la construcción de un castillo que resguarde la ciudad, el cual resultó seriamente dañado durante el terremoto de 1843; en la actualidad ciertas ruinas de la edificación pueden encontrarse.
En 1741 tuvo lugar la primera rebelión de esclavos conocida como la Rebelión de Beach (en inglés: «Beach's Rebellion»), como consecuencia del comportamiento cruel y tiránico de Thomas Beach, quien por entonces estaba a cargo de las plantaciones. Durante la rebelión muchas cabezas de ganado fueron masacradas y se registró daño a la propiedad privada y equipamiento de Codrington.
El 6 de septiembre de 2017, el huracán Irma –de categoría 5– arrasó la ciudad. El primer ministro Gaston Browne declaró que había habido daños en el 95% de las estructuras en la pequeña isla y que era "de la opinión de que la isla fuese prácticamente imposible de ser habitable". A partir de octubre de 2017, los residentes empezaron a regresar a Codrington y comenzaron su reconstrucción.